# Agia Paraskevi (Attica)
Agia Paraskevi (in greco Αγία Παρασκευή?) è un comune della Grecia situato nella periferia dell'Attica (unità periferica di Atene Settentrionale) con 59 704 abitanti secondo i dati del censimento 2011.

## Geografia fisica
Il comune fa parte dei cosiddetti "Sobborghi orientali" (Anatolikà Proastia in greco), estesi sulle falde del Monte Imetto.
Agia Paraskevi è in particolare il più settentrionale di questi sobborghi e si estende su ambo i lati del viale Mesogeion. La piazza principale è localizzata lungo questo viale. Vi si affacciono i principali edifici amministrativi oltre a vari ristoranti e fast food. Dalla piazza ha origine la via Agiou Ioannou, principale arteria commerciale che termina sulla Piazza Superiore (Ανω Πλατεία in greco).

## Storia
Fino alla fine del 1970 il territorio dove sorge il comune di Agia Paraskevì ("Santa Venerdì") non era che una zona boschiva del monte Imetto con rare abitazioni. Come altrove ad Atene, la speculazione edilizia vi ha fatto passi di gigante soprattutto nell'ultimo decennio del XX secolo con la conseguenza che oggi le aree verdi risultano alquanto limitate. Una moderna tangenziale che percorre le falde del Monte Imetto è stata realizzata nonostante le violente proteste degli abitanti.
Nel comune si trova l'istituto Democrito finalizzato alla ricerca nucleare. L'unico reattore nucleare sperimentale attivo di tutta la Grecia si trova in questo istituto. Esistono nell'Istituto molti centri, tra cui quello di fisica e di chimica fisica, che ospitano numerosi ricercatori provenienti anche dall'estero. L'istituto Democrito è confinante con il cimitero del comune di Agia Paraskevi.
Dall'altro lato del Viale Messogeiou si trova la villa di Alessandro Iolas, un noto collezionista di opere d'arte. Nella villa furono ospitati noti artisti tra cui Giorgio de Chirico Affidata allo stato greco dopo la morte del collezionista, la villa fu abbandonata a se stessa ed è stata depredata più volte dei suoi favolosi tesori artistici.

## Curiosità
Come in tutti i comuni della prefettura di Atene, che appartengono in realtà a una sola area urbana, Agia Paraskevì ha il suo mercatino rionale, che si svolge il venerdì mattina nella via Eptanisou.
Il centro dello shopping e dei divertimenti si trova sulla via Agiou Ioannou.

## Come arrivare
In auto, provenendo da ovest (Elefsina), percorrere la tangenziale a pagamento (2.70 euro) Attiki Odos, uscire all'uscita Y3 (Dimokritos). Provenendo dall'aeroporto (Markopoulo)prendere l'uscità Y3 o Y4 (Agia Paraskevi). Attenzione perché ad ogni ingresso nella tangenziale occorre pagare il pedaggio, quindi se non si è sicuri chiedere al casellante.

## Amministrazione

### Gemellaggi
- Yeroskipou